# موتور کریم نوتی زهی
طایفه نوتی زهی
طایفه نوتی زهی یکی از بزرگترین طوایف بلوچ است که دارای تیره ها و زیر تیره های بسیاری است تا جائیکه برخی از زیر تیره ها آنقدر گسترش پیدا کرده اند که برخی آنها را به عنوان طایفه ای مستقل میشناسند . مانند زیر تیره های  شیهکی و که از تیره موسی زهی گرفته میشود و تیره های بسیاری مانند شیهکی ، ، ندام زهی ، لهدادزهی ، ایلی زهی و چندین تیره و زیر تیره دیگر . این طایفه اصالتا از منطقه لاشار و قبیله رند هستند و با طوایف هوت  حرماگی ، حسن زهی . هرمزی ،دهانی ، اسماعیل زهی و بسیاری طوایف دیگر خویشاوندی نزدیک دارند .
طایفه نوتی زهی در اکثر کشورهای بلوچ نشین وجود دارند بخصوص ایران، پاکستان، افغانستان و ترکمنستان و برخی کشورهای عربی . اکثر جمعیت این طایفه در پاکستان و در منطقه(استان)چاغی هستن و تمام چهل و دو طایفه ای که در چاغی هستند با سردار سخی دوست جان بیعت کرده و زیر نظر ایشان هستند و ایشان معروف به بابای چاغی بودند و اکنون پسر ایشان سردار سخی امان الله خان سردار کل طایفه نوتی زهی و بابای چاغی هستند. طایفه نوتی زهی و طایفه سنجرانی وطایفه حسن زهی ، سردار گلشاه خان حسن زهی سالها در این منطقه حکومت کردند و با نیروهای انگلیس در این منطقه درگیر شدند و آنها را شکست دادند. افراد این طایفه در سیاست های پاکستان تاثیر بسزایی دارند . تقریبا از تمامی تیره ها در بلوچستان پاکستان وجود دارند .
در ایران هم اکثر تیره ها حضور دارند . در مکران و استان کرمان تیره شیهکی حضور گسترده ای دارند طوری که بزرگ‌ترین طایفه اهل سنت کرمان تیره شیهکی هست . اطراف زاهدان از تمامی تیره ها من جمله،حسن زهی ، ندام زهی ( الله بخش زهی و راهی زهی ) موسی زهی ( شیهکی ، جوگیزی ، بتیان زهی ، یلان زهی ، لشکران زهی) ایلی زهی ( چاکری ، و بقیه زیر تیره ها )، عیسی زهی ( کریمدادزهی و بقیه زیر تیره ها) ، لادادزهی ، ( یاگیزهی ، پلی زهی ،ابراهیم زهی و محمد زهی ) با تمام زیر تیره هایش وجود دارند . در سیستان ایلی زهی بیشتر از بقیه تیره ها هستند . که از آنجا به سرخس و مازندران هم کوچ کرده اند.
در افغانستان  و ایلی زهی و زیر تیره هایشان جمعیت بسیار زیادی دارند . برخی از افراد این تیره ها در زمان قدیم به کشور ترکمنستان هم مهاجرت کرده اند که اکنون به نسبت جمعیت چشمگیری دارند .

## جمعیت
بر پایه سرشماری عمومی نفوس و مسکن در سال ۱۳۹۵ جمعیت این طایفه ۴۱۳۰۰۰ نفر  بوده‌است.